# Buchloe, Tyskland
Buchloe är en stad i Landkreis Ostallgäu i Regierungsbezirk Schwaben i förbundslandet Bayern i Tyskland.
Staden ingår i kommunalförbundet Buchloe tillsammans med köpingen Waal och kommunerna Jengen och Lamerdingen.